# 라우프 부자이엔
라우프 부자이엔(아랍어: رؤوف بوزيان,  Raouf Bouzaiene, 1970년 8월 16일 ~)은 튀니지의 은퇴한 축구 선수이자, 포지션은 윙어와 풀백이었다.
부자이엔은 2002년 FIFA 월드컵에서 벨기에와의 2차전에 출전해 동점골을 넣고 1대 1 무승부를 이끌었다.

## 경력
- 1994년 아프리카 네이션스컵 국가대표
- 2000년 아프리카 네이션스컵 국가대표
- 2002년 아프리카 네이션스컵 국가대표
- 2002년 FIFA 월드컵 국가대표

## 수상
튀니지
- 2000년 아프리카 네이션스컵 4위